# Cowdenbeath FC
Cowdenbeath FC är en skotsk fotbollsklubb, som för närvarande spelar i den tredje högsta divisionen, Scottish Second Division. Hemmamatcherna spelas på Central Park, en arena som rymmer 4370 åskådare.

## Historia
Klubben bildades 1882, då Cowdenbeath Rangers och Raith Rovers slogs ihop. Klubben har ännu så länge inte vunnit några titlar i Skottland.

## Placering senaste säsonger
| Säsong    | Nivå | Liga         | Placering | Referens | Notering                       |
| --------- | ---- | ------------ | --------- | -------- | ------------------------------ |
| 2010/2011 | 2    | Championship | 9         | [ 1 ]    | Nedflyttad till League One     |
| 2011/2012 | 3    | League One   | 1         | [ 2 ]    | Uppflyttad till Championship   |
| 2012/2013 | 2    | Championship | 8         | [ 3 ]    |                                |
| 2013/2014 | 2    | Championship | 9         | [ 4 ]    |                                |
| 2014/2015 | 2    | Championship | 10        | [ 5 ]    | Nedflyttad till League One     |
| 2015/2016 | 3    | League One   | 9         | [ 6 ]    | Nedflyttad till League Two     |
| 2016/2017 | 4    | League Two   | 10        | [ 7 ]    |                                |
| 2017/2018 | 4    | League Two   | 10        | [ 8 ]    |                                |
| 2018/2019 | 4    | League Two   | 6         | [ 9 ]    |                                |
| 2019/2020 | 4    | League Two   | 4         | [ 10 ]   |                                |
| 2020/2021 | 4    | League Two   | 9         | [ 11 ]   |                                |
| 2021/2022 | 4    | League Two   | 10        | [ 12 ]   | Nedflyttad till Lowland League |